# Maddalena Buondelmonti
Maddalena Buondelmonti (... – dopo il 1401) fu la moglie del conte di Cefalonia e Zante, Leonardo I Tocco, reggente per il figlio Carlo I Tocco fino al 1388.

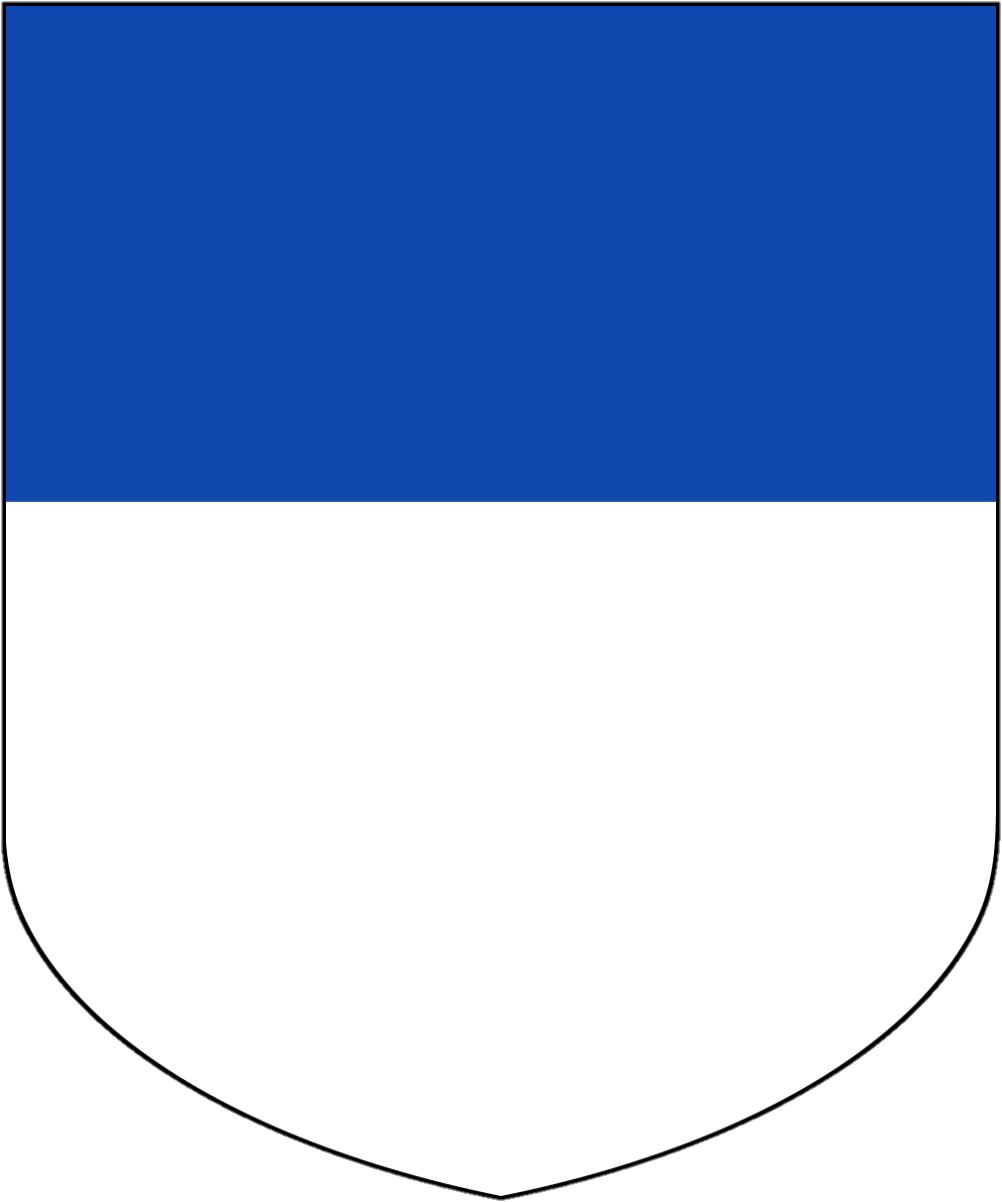
Stemma araldico della famiglia Buondelmonti (XIII sec.).

Figlia di Manente Buondelmonti e di Lapa Acciaiouli, di nobile famiglia fiorentina, andò in sposa a Leonardo I Tocco prima dell'autunno 1361.
Dalle nozze nacquero cinque figli:
- Petronilla (+ 1409/1410), moglie in prime nozze di Niccolò III dalle Carceri, Duca di Nasso, e poi di Nicola Venier, Signore di Negroponte.
- Giovanna, moglie di Enrico III Ventimiglia, Conte di Geraci.
- Susanna, moglie di Nicola Ruffo, Conte di Catanzaro, Viceré di Calabria e Marchese di Crotone.
- Carlo I Tocco
- Leonardo II Tocco

Nel 1381 suo marito Leonardo I Tocco morì, ella esercitò la reggenza per il figlio Carlo I Tocco fino al 1388, affiancata dal fratello Esaù Buondelmonti.
Maddalena morì dopo il 1401.